# USS Gillette (DE-681)
USS Gillette (DE-681) là một tàu hộ tống khu trục lớp Buckley được Hải quân Hoa Kỳ chế tạo trong Chiến tranh Thế giới thứ hai. Tên nó được đặt theo Trung úy Hải quân Douglas Wiley Gillette (1918-1942), người từng phục vụ trên tàu sân bay Hornet (CV-8) và đã tử trận trong Trận chiến quần đảo Santa Cruz vào ngày 26 tháng 10, 1942. Nó đã phục vụ cho đến khi chiến tranh kết thúc, xuất biên chế năm 1947 và bị tháo dỡ năm 1973.

## Thiết kế và chế tạo
Những chiếc thuộc lớp tàu hộ tống khu trục Buckley có chiều dài chung 306 ft (93 m), mạn tàu rộng 37 ft 1 in (11,30 m) và độ sâu mớn nước khi đầy tải là 11 ft 3 in (3,43 m). Chúng có trọng lượng choán nước tiêu chuẩn 1.400 tấn Anh (1.400 t); và lên đến 1.740 tấn Anh (1.770 t) khi đầy tải. Hệ thống động lực bao gồm hai turbine hơi nước General Electric công suất 13.500 mã lực (10.100 kW), dẫn động hai máy phát điện công suất 9.200 kilôwatt (12.300 hp) để vận hành hai trục chân vịt;  công suất 12.000 hp (8.900 kW) cho phép đạt được tốc độ tối đa 23 kn (26 mph; 43 km/h), và có dự trữ hành trình 6.000 nmi (6.900 mi; 11.000 km) khi di chuyển ở vận tốc đường trường 12 kn (14 mph; 22 km/h).
Vũ khí trang bị bao gồm ba pháo 3 in (76 mm)/50 cal trên tháp pháo nòng đơn có thể đối hạm hoặc phòng không, một khẩu đội 1,1 inch/75 caliber bốn nòng và tám pháo phòng không Oerlikon 20 mm. Vũ khí chống ngầm bao gồm một dàn súng cối chống tàu ngầm Hedgehog Mk. 10 (có 24 nòng và mang theo 144 quả đạn); hai đường ray Mk. 9 và tám máy phóng K3 Mk. 6 để thả mìn sâu. Khác biệt đáng kể so với lớp Evarts dẫn trước là chúng có thêm ba ống phóng ngư lôi Mark 15 21 inch (533 mm). Thủy thủ đoàn đầy đủ bao gồm 186 sĩ quan và thủy thủ.
Gillette được đặt lườn tại xưởng tàu Fore River Shipyard của hãng Bethlehem Shipbuilding Company tại Quincy, Massachusetts vào ngày 24 tháng 8, 1943. Nó được hạ thủy vào ngày 25 tháng 9, 1943; được đỡ đầu bởi bà Pearl M. Gillette, mẹ Trung úy Gillette, và nhập biên chế vào ngày 27 tháng 10, 1943 dưới quyền chỉ huy của Hạm trưởng, Trung tá Hải quân Thomas G. Murrell.

## Lịch sử hoạt động

### Mặt trận Đại Tây Dương
Sau khi hoàn tất việc chạy thử máy huấn luyện tại khu vực Bermuda và sửa chữa sau chạy thử máy, Gillette khởi hành từ Boston, Massachusetts vào ngày 2 tháng 1, 1944 để đi sang Balboa thuộc khu vực kênh đào Panama. Tại đây trong bốn tháng tiếp theo nó thực hành huấn luyện phối hợp cùng tàu ngầm cũng như phục vụ hộ tống một đoàn tàu vận tải đi sang vịnh Guantánamo, Cuba. Nó lên đường vào ngày 9 tháng 5 để thực hiện chuyến viếng thăm thiện chí đến Puerto Limon, Costa Rica, rồi ghé qua Barranquilla, Colombia, trước khi quay trở về Boston vào ngày 2 tháng 6.
Từ ngày 4 tháng 7, 1944 đến ngày 18 tháng 2, 1945, Gillette đã hoàn tất bốn chuyến hộ tống vận tải khứ hồi vượt Đại Tây Dương, từ Hampton Roads và New York đến các cảng Anh và Bắc Phi. Sau đó nó phục vụ cho việc huấn luyện phối hợp tàu ngầm tại Căn cứ Hải quân Tàu ngầm ở New London, Connecticut cho đến ngày 14 tháng 4, 1945.

### Mặt trận Thái Bình Dương
Khởi hành vào ngày 14 tháng 4, 1945, Gillette đi sang khu vực Mặt trận Thái Bình Dương, hướng đến Hollandia ngang qua Bora Bora và đảo Manus, đến nơi vào ngày 17 tháng 6. Con tàu hoạt động tuần tra vàhộ tống các đoàn tàu vận tải đi sang Philippines và Ulithi cho đến ngày 6 tháng 8. Nó lên đường đi sang Okinawa và hộ tống một đoàn tàu vận tải quay trở lại vịnh Subic vào ngày 17 tháng 8. Vào lúc này Nhật Bản đã chấp nhận đầu hàng vào ngày 15 tháng 8 giúp kết thúc cuộc xung đột.
Sau một chuyến hộ tống vận tải khứ hồi từ vịnh Subic đến vịnh Tokyo, tiếp tục nhiệm vụ tuần tra và tiếp liệu tại khu vực quần đảo Philippines, cho đến khi rời vịnh Subic vào ngày 26 tháng 11 để quay trở về Hoa Kỳ. Nó về đến San Diego, California vào ngày 17 tháng 12. Con tàu ở lại đây cho đến khi được cho xuất biên chế vào ngày 3 tháng 2, 1947 và được đưa về Hạm đội Dự bị Thái Bình Dương, neo đậu tại San Diego. Con tàu không bao giờ được đưa ra hoạt động trở lại; tên nó được cho rút khỏi danh sách Đăng bạ Hải quân vào ngày 1 tháng 12, 1972, và nó được bán để tháo dỡ vào ngày 11 tháng 9, 1973.

## Phần thưởng[7]
|  |  |  |
|  |  |  |

| Huân chương Chiến dịch Hoa Kỳ                 |                                                    |                                      |
| Huân chương Chiến dịch Châu Á-Thái Bình Dương | Huân chương Chiến dịch Châu Âu-Châu Phi-Trung Đông | Huân chương Chiến thắng Thế Chiến II |